# Khost (província)
Khost ou Khowst (Persa: خوست) é uma província do Afeganistão. Sua capital é a cidade de Khost.